# Заборовцы (Брестская область)
За́боровцы (бел. За́бараўцы) — деревня в Лыщенском сельсовете Пинском района Брестской области Беларуси.
Расположена в 6 км от автодороги Ганцевичи — Логишин Р105 и в 45 км от города Пинск. По данным переписи населения 2019 года в деревне проживал 191 человек.

## История
- 1495 год — первое упоминание населённого пункта, заборовцы принадлежали к королевским владениям и были переданы Сигизмундом I своей жене Боне;
- 1533 год — по указанию Бони составлена опись села, к которому тогда примыкала большая королевская пуща. Позже Заборовцы стали государственной собственностью.
- 1940—1954 года — в деревне находился центр одноимённого сельсовета.

## Достопримечательности
- Деревянная Михайловская церковь (1996 год).